# Far de Portopí
El far de Portopí, també torre de Senyals de Portopí, és un edifici situat a la cala de Portopí (Palma) concebut originalment com a torre de guaita i reconvertit en far el segle xvii. Va ser declarada Monument Històric-Artístic el 14 d'agost de 1983, i de 2004 ençà és oberta en un edifici annex al far una exposició d'equips de senyals marítims en desús recollits en els fars de Balears.
El far va començar a funcionar a començament del segle xiv, cosa que el fa el tercer far més antic del món, darrere de la Torre d'Hèrcules i de la Llanterna de Gènova. Consistia d'una torre situada allà on actualment hi ha el Castell de Sant Carles, i fou enderrocat a començament del segle xvii amb la construcció d'aquesta fortificació. Fou llavors (1617) que el far fou traslladat a la que fins llavors havia estat la Torre de Senyals de Portopí.
Pel que fa a la torre, data del segle xiii, i tenia una funció de vigilància però també de defensa, car es tancava el port amb una cadena que anava de la Torre de Senyals a la Torre de Paraires. Amb el trasllat del far, la torre duplicà la seva altura i perdé aquesta funció, que no era necessària amb la construcció del Castell de Sant Carles.

## Descripció
Formalment té tres cossos. El cos original, de cinc plantes, és l'inferior, i és de planta quadrada i alçat prismàtic, amb el matacà esmerlat. El segon cos, de tres plantes, ja correspon a l'afegitó del nou far; és de planta quadrada però de menor amplitud, i conclou en octògon rematat per un paretó. El tercer cos és de planta octogonal, i és el que acull el mecanisme lluminós del far.

### Característiques
El far emet una llum blanca en grups de dos flaix en un cicle de 15 segons, limitat al sector entre 327º - 040º, entre Cap Regana i Punta Cala Figuera. El seu abast nominal nocturn és de 22 milles nàutiques.

## Història

### El far
El far ja apareix citat en un codicil del testament del rei Jaume II de Mallorca, conservat a la Biblioteca Nacional de París, amb data 12 de setembre de 1300, de manera que ha de ser per força anterior. Era anomenat Torre del Faraó, que era el nom antic dels fars. El primitiu far es trobava en el lloc ocupat avui pel Castell de Sant Carles. En aquell temps el far s'encenia cada dia des del 8 de setembre fins Pentecosta, i estava il·luminat mitjançant petites llums de xapa de ferro allotjades en un bastidor a l'interior de la llanterna i amb metxes sostingudes per mitjà de suros i alimentades amb oli.
El 1612 es construeix el castell de Sant Carles ben devora, i tot d'una es va veure la necessitat de traslladar el far, car el renou dels canons en rompia els vidres. El traslladat es va dur a terme el 1617 a la Torre de Senyals, edifici del segle xiii situat al port i que havia servit per tancar-lo amb una cadena que anava d'aquesta torre a la Torre de Paraires. Per adaptar la torre a la nova funció de far calgué construir-hi un segon cos, que en va doblar l'alçada.
Les primeres modificacions importants tenen lloc al començament del segle xix. El 1807 es va instal·lar un aparell òptic giratori, amb 14 llums i 3 reflectors catòptrics parabòlics que feia una volta cada cinc minuts que comportava una característica de diversos centelleigs de 10 segons seguits d'un eclipsi de minut i mig. El 1893 es va substituir l'òptica per una catadiòptrica de lents de Fresnel alimentades per oli mineral, anomenat parafina d'Escòcia. La seva característica era la llum blanca fixa amb eclipsis isolats. El 1901 es va substituir la parafina per petroli, i el 1918 es va electrificar. El 1927 es va substituir de nou l'òptica del far instal·lant de nou reflectors catòptrics il·luminats amb llums elèctrics; fou llavors que adoptà la característica que manté en l'actualitat de dues llampades cada 15 segons.

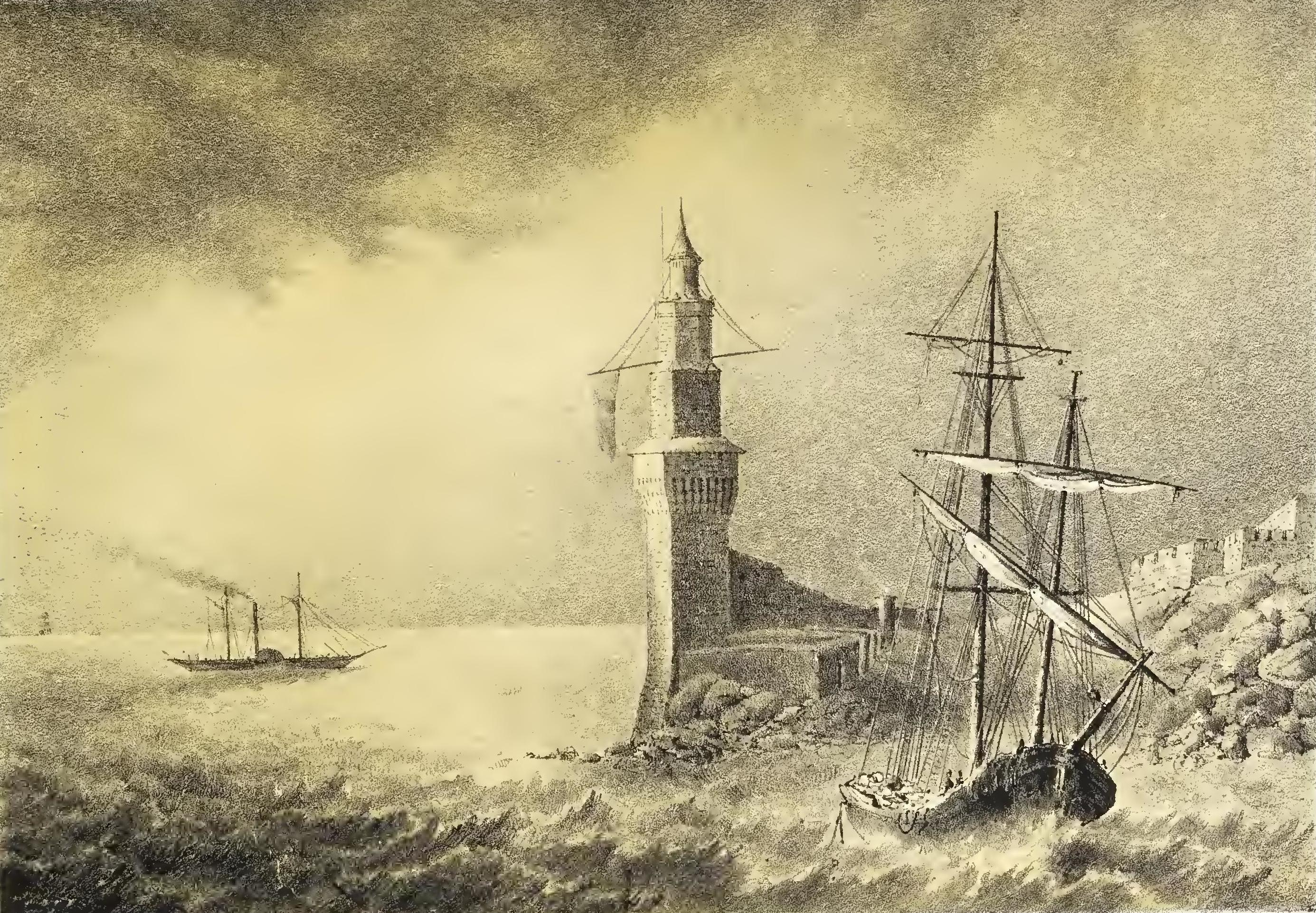
El far en un gravat de 1842

El 1958, el nou abalisament previst del port suposava el trasllat del far al Dic de l'Oest del port, tot mantenint la característica. Aquest canvi, que no es va realitzar fins al 24 d'agost de 1972, va comportar l'apagament del far històric. La Junta del Port va defensar la permanència del far a la Torre de Senyals pel seu valor històric, i així es va tornar a encendre dia 1r d'abril de 1977.

### La torre
La Torre de Senyals es va construir el segle xiii per defensar el port, que el segle xv s'amplià amb un segon cos. La torre tenia la funció de tancar el port amb una cadena que anava fins a la Torre de Paraires, a l'altre cap del port. També tenia la funció d'anunciar el nombre i el tipus de vaixells que entraven al port, primer mitjançant un sistema de bolles negres i després amb banderes. El 1617, amb el trasllat del far, la torre perdé la seva antiga funció defensiva, que no era necessària precisament per la construcció del Castell de Sant Carles, que havia motivat el trasllat del far, però mantengué la funció de senyalització de vaixells.
Com és costum en aquesta mena d'edificacions tan exposades als temporals, la torre va patir nombrosos desperfectes al llarg del temps. El 1650 hom lamentava el seu estat d'abandó, que empitjorà amb l'impacte d'un llamp el Dijous Sant de 1652 que féu malbé l'escala de caragol i el sostre d'una planta. El 1667 un temporal arrabassà diverses filades de mitjans, que motivà la construcció d'un talús. El 1684 rebé l'impacte d'un altre llamp, el 1691 un altre temporal i el 1806, un altre. A despit d'aquest historial i de totes les reformes i reparacions que això va comportar, la valoració de l'edifici permet concloure que tant el cos inferior (segle xiii) com els superiors (segle xvii) no són el resultat de cap reconstrucció posterior.